# Recreación histórica en España
La Recreación Histórica en España surge con fuerza a comienzos de la década de los 2000, a imitación de la recreación histórica realizada en países como Inglaterra o Estados Unidos, donde goza de una larga trayectoria. Conviene, no obstante, diferenciarla de las tradicionales fiestas de inspiración histórica, aglutinadas en muchos casos en torno a la Asociación Española de Fiestas y Recreaciones Históricas. Estas fiestas populares, junto a los mercadillos medievales, son quizá las manifestaciones más conocidas de evocación histórica en España. Pero que no debe confundirse con la recreación histórica, al perseguir fines diferentes y basarse en criterios de purismo material y de reconstrucción, la Recreación Histórica se disocia claramente de este tipo de eventos populares, adquiriendo un carácter más riguroso y cultural, llegando a ser un tipo de arqueología experimental, con muchas horas de investigación previa y hacerla llegar al público en general con eventos en grandes ciudades españolas.

## Terminología
La recreación histórica recibe varios nombres, dado que la vaga definición del término provoca que cualquier tipo de evocación, más o menos fidedigna, se califique a sí misma de recreación. Para diferenciar las diferentes vertientes se utiliza en ocasiones una terminología más precisa:
- Recreación histórica, Recreacionismo o Reconstrucción histórica:[1] la reconstrucción histórica propiamente dicha persigue fundamentalmente el apego a los hechos históricos concretos, la fidelidad tanto en los elementos materiales (armamento, atuendo, mobiliario, efectos personales, etc.) e inmateriales (reflejar una determinada cultura, pensamiento o tendencia religiosa), como una vocación investigadora: profundizar en el estudio de una época y posteriormente implementar o divulgar éstos resultados.
- Evocación histórica: se trata de una interpretación libre del pasado, de inspiración histórica, que no persigue la reconstrucción, si no la evocación. Por ejemplo, una evocación histórica del periodo vikingo tenderá a utilizar elementos que constituyen un anacronismo (como armas y armaduras que no corresponden a la etapa de la Era Vikinga), o elementos folclóricos o propios del imaginario colectivo, que no son históricamente fieles (como el famoso casco con cuernos). En esta tendencia se encuadran muchas fiestas de inspiración histórica y empresas de animación cultural.

Además, dentro de la recreación histórica en España, existen varias vertientes o enfoques:
- La recreación militar: es la más extendida. En ella, los grupos o recreadores particulares representan a soldados o guerreros durante un determinado conflicto histórico, como la Guerra de Independencia Española o la Reconquista. En este tipo de recreaciones también se representan roles civiles, sobre todo en el caso de las mujeres (como cantineras) y los especialistas (como médicos, capellanes o cirujanos en periodos donde este servicio no estaba militarizado).
- La recreación civil: es una vertiente que pretende representar acontecimientos de carácter no-militar, desde reuniones de la Alta Sociedad de la Belle Époque a rituales religiosos, escenas políticas o, simplemente, la vida de nuestros antepasados en tiempos pretéritos.
- Divulgación histórica: que se puede enmarcar dentro de un evento al uso, o realizarse fuera de él en charlas, congresos, exposiciones o visitas a colegios. En ésta vertiente, el elemento pedagógico es muy importante, ya que se trata de explicar al público qué es la recreación histórica, exponer los elementos de atuendo, armamento y mobiliario, realizar explicaciones en torno a una época o sobre los resultados de la investigación o la práctica recreacionista de los determinados grupos, etc.

## Nivel de autenticidad
La Recreación Histórica en España se halla en un proceso de gran dinamismo y expansión, con la aparición de numerosos grupos nuevos, que confluyen con otros que poseen una trayectoria más larga. Se realizan recreaciones a lo largo y ancho del territorio peninsular, sin contar a Portugal (donde también existen numerosos grupos). El nivel de dichos grupos es muy variable, en función tanto de sus aspiraciones como de su recorrido. No obstante, en España no existen como tales las categorías anglosajonas de farb, mainstream o progressive, ya que muchos grupos que podrían considerarse como progressive introducen elementos mainstream, como atuendos con costuras no visibles hechas a máquina o selección de telas con un bajo porcentaje de mezcla sintética para la elaboración de los atuendos. 
El recreador español se guía, en términos generales, por un criterio más funcional. Siempre que no sea posible adquirir una réplica 100% auténtica en materiales, fabricación y acabados, busca el sustituto más adecuado. En ocasiones, este hecho viene marcado por una imposibilidad monetaria o fabril, como por ejemplo la inexistencia de réplicas de calidad para armas de determinados periodos o piezas de joyería (como coronas o elementos litúrgicos) en las que su adquisición conlleva un desembolso desmesurado. En éstos casos, se puede acudir a fabricantes y artesanos para que realicen réplicas funcionales de armamento poco usual, o creen de forma artesanal objetos de gran parecido en materiales estéticamente muy similares a los originales.

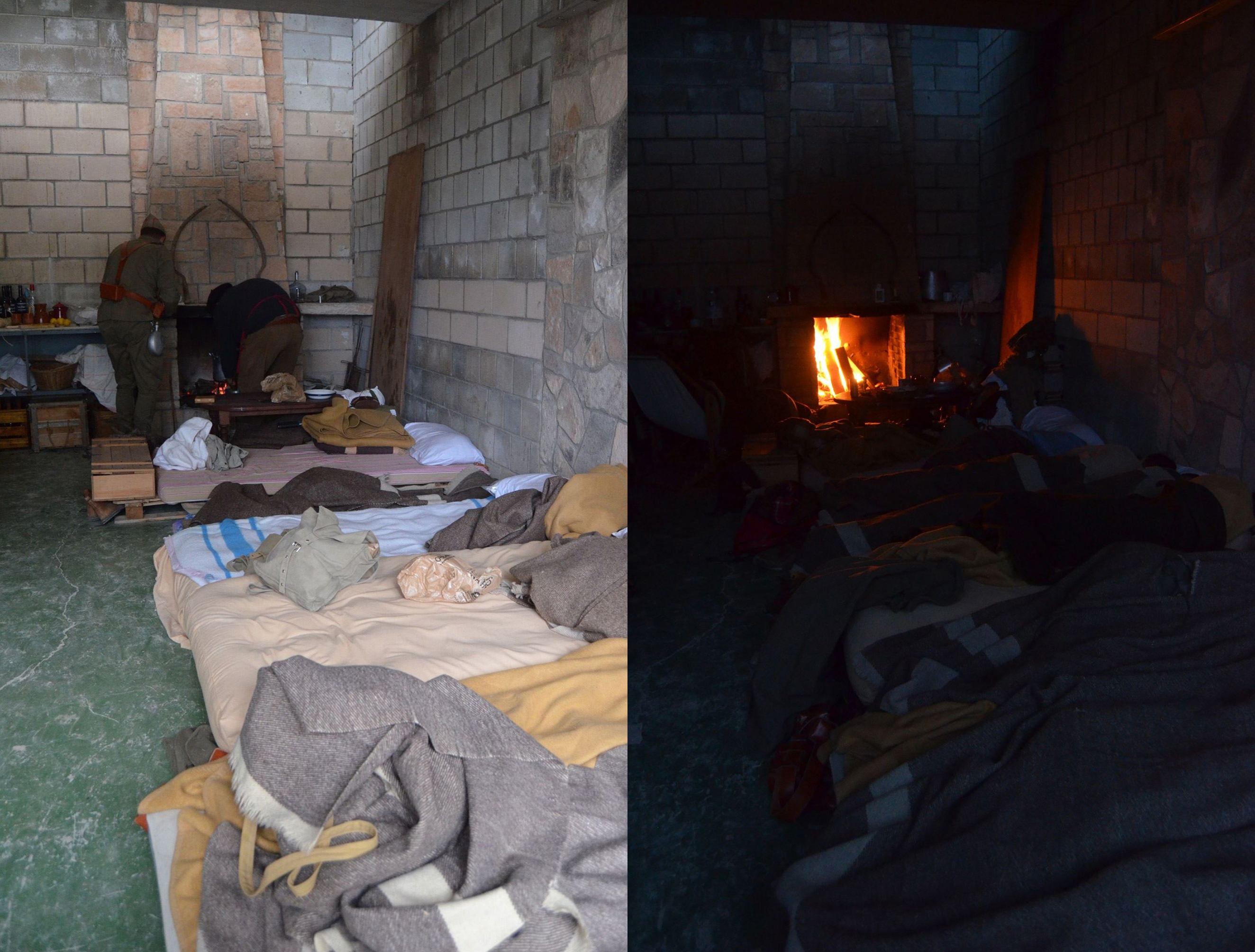
Visión de los barracones de tropa de "El Comité" durante el evento Cota 221, en el que durante un fin de semana se reprodujeron las condiciones de vida de soldados de la Guerra Civil.

## Tipos de recreación y periodos
En España existen muchos tipos de recreación, desde eventos públicos, como conmemoraciones de grandes acontecimientos de la historia política o militar (como la batalla del Ebro, la batalla de las Navas de Tolosa o el desarrollo de la segunda guerra púnica) y los que conmemoran grandes batallas europeas de la Segunda Guerra Mundial, a otros de carácter privado, donde los grupos o recreadores particulares se reúnen con diversos fines (entrenamientos, investigación y desarrollo de nuevas facetas, recreación de un suceso histórico concreto o simplemente por el placer de desarrollar un evento sin la presión del público). Los eventos públicos suelen organizarse auspiciados por una institución pública (como un ayuntamiento o diputación) o privada (como un museo), ejerciendo un grupo de recreación histórica como organizador o desarrollando la actividad en solitario.
En las grandes citas recreacionistas, tales como grandes batallas (como la Batalla de Vitoria o la Batalla de Baecula, un grupo asume las tareas de organización (coordinación, logística, reglamento para el evento y otros detalles), estableciendo una convocatoria para otros grupos, donde puede existir un número limitado de plazas, además de criterios concretos y reglamentos específicos para la seguridad (como por ejemplo, no poder acudir representando el rol de un guerrero si no se posee un número mínimo de protecciones, un armamento específico o no se tiene en regla el permiso para armas de avancarga).
Las recreaciones históricas suelen producirse durante fines de semana, puentes u otros festivos, ya que la inmensa mayoría de los recreadores la desarrollan como un hobby. Este hecho hace que sean más frecuentes durante el verano, aprovechando las vacaciones, siendo la temporada "fuerte" la que discurre entre los meses de mayo a septiembre. No obstante, se realizan también recreaciones durante el resto del año.
Una recreación histórica al uso se desarrolla en torno a un escenario de un parque temático de historia formado por una zona de campamentos, o bien poniendo en valor monumentos y sitios arqueológicos, aunque también suelen desarrollarse dentro de ciudades o localidades modernas (por ejemplo, las conmemoraciones del Dos de Mayo en Madrid). Sin embargo, el tipo de recreación más usual en España, sobre todo en algunos periodos como la Edad Media, se articula en torno a un campamento que cumple varias funciones para los recreadores (museo vivo, lugar de descanso, almacenaje y consumo de víveres), y donde pueden desarrollarse además algunos actos (de carácter público o privado). Los recreadores participan además de forma usual en desfiles, llevan a cabo actos públicos en localidades o en lugares de interés histórico, pero en muchas ocasiones utilizando el campamento como punto de reunión durante el resto de la jornada.
En España se recrean una gran diversidad de periodos, que abarcan prácticamente toda su historia, así como parte de la prehistoria:
- Prehistoria y protohistoria: una época poco desarrollada, sobre todo en lo concerniente a la Prehistoria. Existen sin embargo bastantes grupos dedicados a representar a los pueblos iberos antes y durante la expansión de cartagineses y romanos.
- Edad Antigua: con gran énfasis en los mentados periodos de Cartago y Roma, aunque incluyendo también a la más desconocida etapa de la Antigüedad Tardía.
- Alta Edad Media: representando desde los visigodos a los Reinos de Taifas y el surgimiento de los reinos cristianos de Asturias, Castilla, León, Aragón o Navarra. Últimamente ha cobrado auge la recreación de los ataques y los efímeros asentamientos vikingos en Galicia y otros puntos de la Península.
- Baja Edad Media: es un periodo muy recreado, sobre todo en los acontecimientos relativos a la Reconquista, tanto como a los del reinado de los Reyes Católicos en el siglo XV.
- Edad Moderna: con pocas representaciones del siglo XVI, recreando sobre todo a los soldados de los Tercios Españoles en el siglo XVII y los acontecimientos de la Guerra de Sucesión.
- Edad Contemporánea: donde destaca por una parte la recreación de la Guerra de la Independencia, y por otra la de la Guerra Civil. Incluye también grupos que recrean acontecimientos internacionales y destacan además los que representan la vida civil durante la Belle Époque, siglo XIX o primeras décadas del XX.

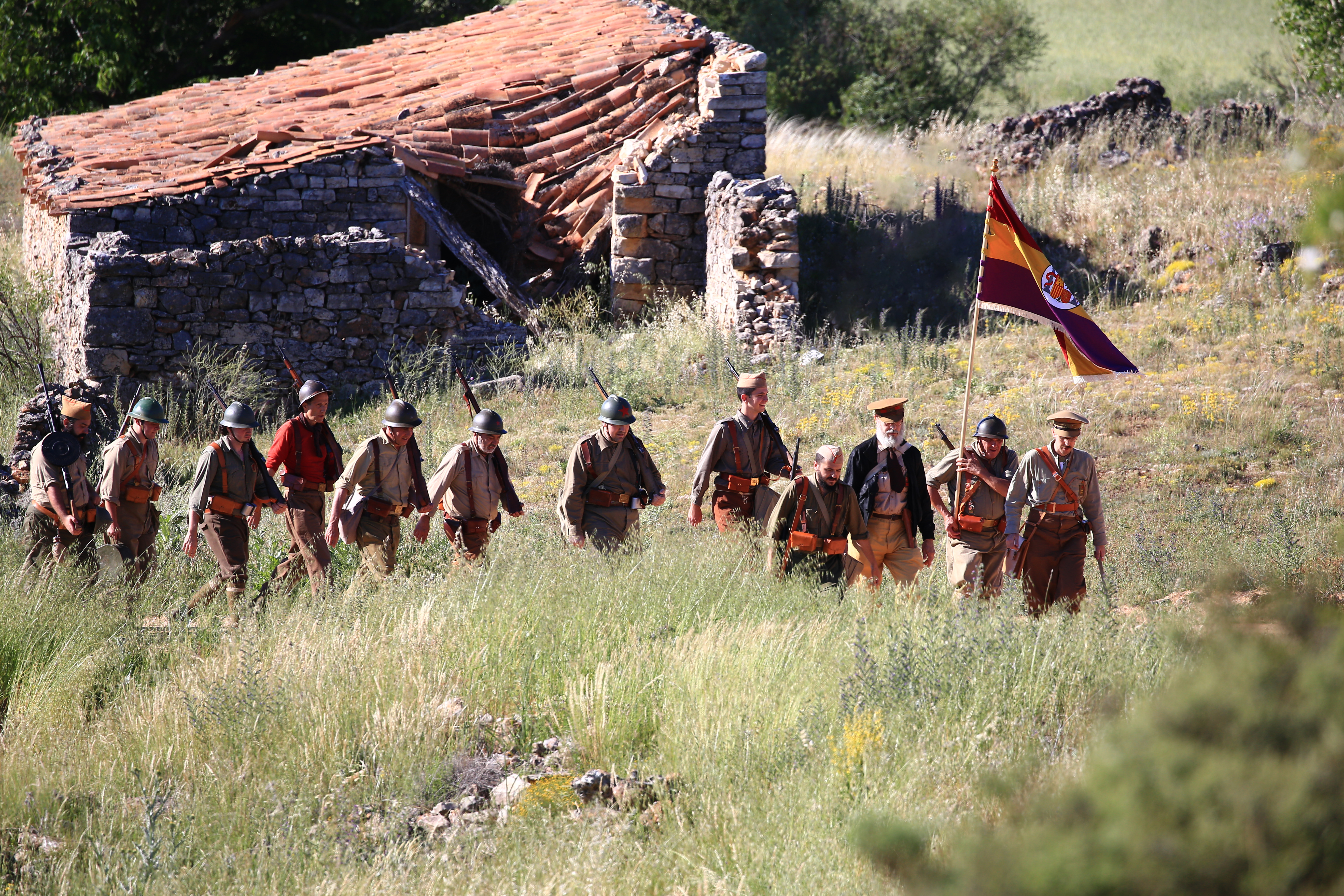
Columna republicana atraviesa las ruinas de una paridera durante la recreación histórica de Abánades de 2024.

Además, los grupos de recreación histórica en España son pioneros en la representación de algunas facetas de temática no estrictamente militar en diversos periodos como la Edad Antigua, los siglos XIII, XV, XIX y XX, tendencia que también se produce en el panorama internacional. Algunas de éstas citas incluyen la conmemoración de la inauguración de la Estación de Canfranc, la vida en la villa de Belmonte durante el siglo XV o la puesta en valor de diversos monumentos (como la Iglesia Abacial de San Miguel de Foces) e incluso maquinaria (como trenes de época).

## Combates y seguridad
Es usual que en el marco de una recreación histórica, sobre todo si tiene un carácter militar, se produzcan simulacros de combates personales (duelos, torneos o riñas), batallas campales, escaramuzas o asedios. Existen reglamentos de seguridad, enmarcados en asociaciones como la ANE, o elaborados con motivo de un evento. Estos reglamentos, junto a la práctica común entre los recreadores, regulan el uso de réplicas de armas no-lesivas, como fusiles que disparan sin munición o inutilizados, espadas y armas de cuerpo a cuerpo sin filo ni punta o armaduras de un grosor especial.
En términos generales, la recreación histórica persigue la verosimilitud de un combate o de la guerra durante un periodo de la historia, y al mismo tiempo velando por que ningún recreador salga herido de dicho enfrentamiento. A tal efecto, los "combates" suelen ser pactados, fingiéndose las heridas (a veces mediante maquillaje) y las muertes, practicando una modalidad de combate cuerpo a cuerpo suave (por ejemplo, sin usar las bayonetas para apuñalar) o con más teatralidad que riesgo (como atacar prefrentemente al escudo del rival y zonas protegidas de la armadura mediante golpes claros, con cierta lentitud y sin demasiada potencia).

## Asociaciones y grupos
Existe una gran diversidad y cantidad de grupos, repartidos por la geografía española. Algunos de ellos se centran casi monográficamente en un periodo determinado de la historia, mientras que otros recrean un multiépocas con un recorrido histórico, cultural y educativo de 25 siglos, hasta nuestros días y con la participación de unidades de las FF.AA. españolas. Un grupo de recreación histórica es, habitualmente, una asociación cultural sin ánimo de lucro, que consta por lo tanto de un mínimo de tres miembros. Los grupos de recreación militar o aquellos acostumbrados a un rol de organizador, suelen estar compuestos por más recreadores que otros grupos, más pequeños, que acuden sumándose a eventos ajenos.
Usualmente, existe una gran camaradería y amistad entre los recreacionistas, con un ambiente muy sano y distendido en los campamentos. Éste es uno de los alicientes de esta práctica, y muchos recreadores ven esto como un motivo fundamental para dedicarse a esta afición. Otros grupos, sin embargo, colocan por encima de la amistad y el compañerismo el afán investigador y divulgador, así como el purismo en la recreación de un periodo de la historia. En general, todos los recreadores disfrutan desarrollando esta actividad, especialmente en entornos insignes o recreando acontecimientos o periodos históricos que les motivan especialmente. Un ejemplo paradigmático pudiera ser la participación de los grupos españoles en la recreación del Asedio de Groenlo, que se celebra en esta localidad holandesa, y que les permite recrean a los soldados de los tercios en un evento multitudinario y un enclave de excepción.
Conviene aclarar, como nota final, que a pesar de que los medios de comunicación se refieren en muchas ocasiones a los recreadores como "figurantes" o "actores", la inmensa mayoría realiza esta actividad como un hobby, costeándose de hecho ellos mismos todo el material, asumiendo los gastos de desplazamiento y manutención (ya que usual que los grupos realicen viajes por gran parte de la geografía española, e incluso al extranjero, para acudir a eventos de su interés). En otras ocasiones, el grupo o institución organizadora distribuye entre los grupos o recreadores asistentes una ayuda monetaria para cubrir el gasto de desplazamiento y la manutención. Sin embargo, existen eventos donde además es necesario que el recreador pague una cantidad determinada en concepto de inscripción (normalmente, cuando no pueden cubrirse aspectos básicos de logística por falta de financiación). El recreador no es, por lo tanto, un figurante a sueldo, si no un entusiasta de la historia que acude a los eventos realizando una gran inversión en material y aportando incontables horas de investigación histórica aplicada en infinidad de detalles de su vestimenta, equipo, etc.